# Establishment

L’establishment (écrit parfois avec une majuscule si l'on veut personnaliser le mot) est un anglicisme, souvent péjoratif, désignant une minorité sociale exerçant un fort contrôle sur l'ensemble de la société. Les équivalents en français de cet emprunt sont généralement une périphrase comme « le pouvoir établi », « la caste dirigeante », « les gens en place », « les deux cents familles », « l'oligarchie ». Le calque « l'établissement » est parfois également utilisé.

## Définition
Le Dictionnaire des anglicismes, publié en 1991 par Josette Rey-Debove et Gilberte Gagnon, définit l’establishment comme étant un « groupe puissant de nantis, de gens en place qui défendent leurs intérêts et l'ordre établi ».

## Origines
Le terme anglais establishment est formé sur l'ancien français establissement, « mise en place », « mise en ordre ».
L'expression the establishment fut employée pour la première fois et dans le sens de « pouvoir établi » aux États-Unis au XIXe siècle par l'essayiste américain Ralph Waldo Emerson.
Le journaliste britannique Henry Fairlie (en) l'a par la suite réutilisée en 1955, dans la revue londonienne The Spectator. L'expression fut ensuite reprise et popularisée par l'ensemble de la presse londonienne. 
En France, le réemprunt apparaît en 1965.
Pierre Birnbaum analyse la résurgence du terme dans le discours populiste en France au cours des années 1980-1990, en lieu et place du mythe des deux cents familles et de la dénonciation du « capital détenu par quelques gros masqués », comme « nouvel avatar du refus de l'État fort ». Il est d'abord utilisé par Jean-Marie Le Pen et le Club de l'horloge, puis par Bernard Tapie ; plusieurs hommes de droite (Philippe de Villiers, Jacques Chirac, Philippe Séguin) n'utilisent pas l'expression elle-même mais emploient un vocabulaire proche.

## Équivalents en français
L'angliciste Françoise Beck, spécialiste de la traduction de l'anglais au français, range le terme anglais establishment dans la catégorie des faux-amis partiels, c'est-à-dire des termes d'origine romane trompeurs, mais à qui il arrive d'avoir encore, dans leur champ sémantique propre, une acception commune avec le terme correspondant en français.
Les équivalents en français sont généralement une périphrase comme « le pouvoir établi », « la classe dirigeante », « la caste dirigeante », « les gens en place », etc., ou un terme unique comme « les élites », « le système », et parfois le calque « l'établissement » à l'instar de Jean-Marie Le Pen. René Étiemble, l'auteur, en 1954, de Parlez-vous franglais ?, préférait pour sa part « les gens en place, les deux cents familles ».
Pour ces raisons, le lexicologue Jean Tournier voit dans establishment un « réemprunt intégré un peu snob et peu utile ».